# 印度—葡萄牙關係
印葡關係或葡印關係指的是印度和葡萄牙之间的的双边关系。1947年，印度和葡萄牙建立了双边关系，当时印度刚实现了独立。1950年后，由于葡萄牙拒绝放弃印度西海岸的果阿和达曼-第乌，两国关系陷入僵局。到1955年，两国断绝了外交关系，引发了一场危机，导致印度于1961年吞并了葡属印度。葡萄牙一直拒绝承认印度对这些被吞并领土的主权，直到1974年，在康乃馨革命之后，里斯本的新政府承认了印度的主权，并恢复了外交关系。

## 背景
在印度独立之前，葡萄牙与英属印度帝国的关系是在1373年英葡条约的框架下与英国建立的。这项由英格兰国王爱德华三世和葡萄牙国王斐迪南一世以及埃莉诺王后签署的条约，在两个航海国家之间建立了“永久的友谊、联盟”，是世界上最古老的有效条约。因此，英国和葡萄牙在印度次大陆的殖民地建立了友好的关系，特别是在贸易和运输方面。

## 开始关系：1947年至1950年
1947年，葡萄牙和印度自治领之间的关系非常友好，特别是考虑到葡萄牙愿意终止与教廷签订的旧《帕德罗多条约》，该条约传统上赋予果阿大主教对印度其他地区的“家长制”权力。1948年8月12日，印度和葡萄牙互設使領館。

## 果阿争端：1950年至1961年
1950年1月印度共和国成立时，葡萄牙在印度次大陆上占有少数领土，即果阿、达曼-第乌和达德拉-纳加尔哈维利等地区，统称为葡属印度。果阿、达曼-第乌的面积约为4,000平方（1,540平方英里），人口为637 591人。海外的果阿人估计有17.5万人（在印度其他地方大约有10万人）。其宗教分布为61%的印度教徒，36.7%的基督徒（主要是天主教徒），2.2%的穆斯林。经济主要以农业为基础，尽管20世纪40年代和50年代出现了采矿业的繁荣——主要是铁矿石和一些锰。葡萄牙坚决拒绝割让这些领土，导致与印度的关系恶化。1961年12月开始武装冲突。

### 关于果阿邦的谈判开始

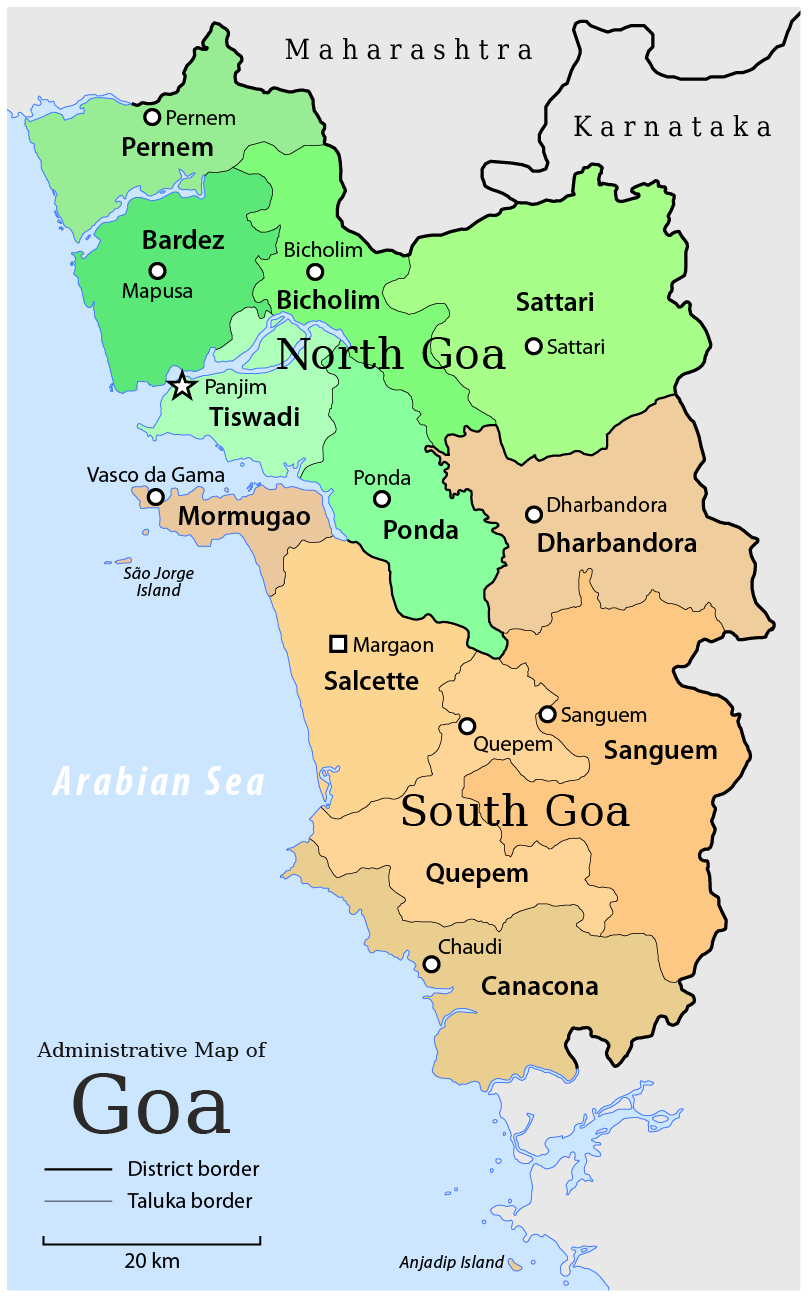
印度西部的果阿

1950年2月27日，印度的政府要求葡萄牙政府就这些殖民地的未来展开谈判。此前，印度总理贾瓦哈拉尔·尼赫鲁发表声明称，“果阿是印度联邦的一部分，它应该回归。”1950年7月15日，葡萄牙政府作出回应，宣布提出的问题“不能讨论，更不用说接受提出的解决办法”。
葡萄牙声称其在印度的领土不是殖民地，而是葡萄牙宗主国的一部分，因此其转让是不容谈判的；印度对这片领土没有权利，因为果阿被葡萄牙统治时，印度共和国还不存在。1951年，葡萄牙宪法进行了修订，明确规定在印度和非洲的殖民地为“海外省”，葡萄牙有权掌管其外交和防务，但自1518年以来，果阿一直被视为海外殖民地。
1953年1月，印度政府向葡萄牙政府发送了一份备忘录，指出“这是由历史遗留问题造成的政治障碍，现在不存在正当性，已不能再阻止民族团结的浪潮。”此外，印度政府向葡萄牙政府保证，它将“维护这些领土上居民的文化和其他权利，包括语言、法律和习俗，除非得到他们的同意，否则不会对这些事情作出任何改变”。当葡萄牙政府拒绝作出反应时，印度政府于1953年6月11日从里斯本撤出了其外交使团。
在1954年，葡萄牙人呼吁英国对印度施加压力。英国外交大臣亚历克·道格拉斯-休姆明确表示，北约联盟不涉及葡萄牙在海外的纠葛，他们不应期望得到更多的调停作用。 他还警告说，如果葡萄牙援引旧的英葡同盟，英国的反应将会受到限制，因为英国无意与英联邦成员国发生敌对行动。
印度试图利用其在不结盟运动中的地位来获得对其要求的支持，而作为北约创始成员国的葡萄牙则寻求西方国家以及印度的对手巴基斯坦和中国的支持。

### 两国失和
到1954年，印度共和国对从果阿到印度的旅行实行签证限制，使果阿和其他葡属印度飞地之间的旅行陷于瘫痪。与此同时，1954年，印度码头工人工会发起了一场抵制向葡属印度发货的运动。
1954年7月22日至8月2日期间，一支武装活动分子，有些人说他们是在弗朗西斯·马斯卡伦先生领导下的果阿斯联合阵线的成员，并得到印度民族主义组织國民志願服務團的协助，另一些人说他们是得到正规军和后备警察部队支持的印度国民，袭击并迫使驻扎在达德拉-纳加尔哈维利的葡萄牙軍隊投降。为了准备这次行动，印度于1954年6月28日封锁了边界，并阻止葡萄牙从沿海的达曼向内陆飞地派遣武装部队。
1954年11月30日，葡國總理安东尼奥·萨拉查向葡萄牙议会发表讲话，阐述葡萄牙对果阿的立场。萨拉查總理驳斥印度对这些领土的主权要求是“幻想”，并赞扬果阿斯在面对“印度的挑衅”时坚定的爱国主义。

### 真理永恒运动和谈判破裂
1954年8月15日，49名非暴力的真理永恒活动人士试图进入果阿并在泰拉科尔堡升起印度国旗，遭到葡萄牙人的抵抗，活动人士伤亡惨重。
1955年8月15日，3000 - 5 000名手无寸铁的印度活动人士企图在6个地点进入果阿，被葡萄牙警察粗暴地击退，造成21人至30人死亡。在班达的一次事件中，葡萄牙和果阿警察在来自莫桑比克的葡萄牙和非洲士兵的协助下，携带步枪和斯滕式步枪，向30名手无寸铁的活动分子开枪，打伤一名妇女和两名男子，当时有国际记者在场。哥伦比亚广播公司摄影师亚瑟·邦纳和合众国际社国际记者约翰·赫拉瓦切克介入并救出受伤的活动人士后，枪击停止了。
枪击事件的消息在印度引起了反对葡萄牙人的舆论。共产党领导的抗议活动在几个地点引发骚乱，并在几个工厂煽动罢工，要求武装回应。蘇聯形容葡萄牙的反应是“极端野蛮和不文明”，但又补充说，“我们不会被迫采取我们认为是错误的行动，葡萄牙人是在故意挑衅我们。”
印度媒体对尼赫鲁在果阿邦的立场进行了尖锐的批评。《印度时报》抨击他“优柔寡断、自相矛盾、姑息养奸”，而《孟买自由新闻报》则指责他“拐弯抹角地鼓励真理永恒运动，含糊不清地发表不负责任的言论，称真理永恒将解决果阿的自由问题”。
在1955年8月15日的事件之后，印度政府对以真理永恒的身份前往果阿邦的人加以限制。1955年9月1日，印度关闭了在果阿的领事馆。
1955年8月，葡萄牙总理安东尼奥·德·奥利维拉·萨拉查表示，不会“通过和平手段”向印度移交主权。1955年9月17日，尼赫鲁表示，依靠和平方式将果阿邦带入印度“不仅是一项合理的政策，而且是唯一可行的政策”。
1956年，葡萄牙驻法国大使马塞洛·马蒂亚斯和总理萨拉查主张在果阿举行全民公投，以决定果阿的未来。但是，国防和外交部长拒绝了这项建议。总统候选人德尔加多将军在1957年再次提出举行全民公决的要求。
1957年，印度陆军在达曼和迪乌机场附近部署了防空导弹，并威胁要击落任何误入印度领空的飞机，同时在这些地点新建的机场起飞或降落。1958年4月3日，印度政府部分取消了1955年对印度国民和居民的限制，允许他们前往果阿、达曼和迪乌，自从印度驻该城市的领事馆在封锁边界开始时被取消以来，他们就被剥夺了这些权利。

### 联合国介入果阿地区危机
1960年4月12日，國際法院通過《印度領土通行權案》（Right of Passage over Indian Territory）的判決，保障葡方非軍事人員在印方領土達德拉-納加爾哈維利上的通行權。1960年12月14日，联合国大会通过第1514号决议，敦促所有国家采取措施，根据《联合国宪章》第73条，要求其殖民地和非自治领土走上自决之路。葡萄牙声称这一决议不适用于他们，因为葡萄牙的殖民地是海外省份，在宪法上是国家不可分割的，因此豁免。1960年12月15日，联合国大会通过第1541号决议，规定了12个条件，由联合国大会确定非自治领土的定义。紧随其后的是第1542号决议，该决议宣布葡萄牙海外的9个省符合上述条件，并将根据第1514号决议被视为“非自治领土”，尽管葡萄牙宪法并不承认这些地区为殖民地。

### 印度支持果阿邦的党派运动
除了非暴力抗议之外，自由果阿党和果阿联合阵线等武装组织还发动了旨在削弱葡萄牙在果阿统治的暴力袭击。印度政府支持建立一些武装团体，给予他们充分的财政、后勤和军备支持。这些武装集团在印度领土内的基地和印度警察部队的掩护下行动。印度政府通过这些武装团体试图摧毁葡萄牙殖民地的经济目标、电报和电话线、公路、水路和铁路运输，以阻碍经济活动，并为普遍起义创造条件。
葡萄牙陆军军官、当时的上尉卡洛斯·阿扎雷多在葡萄牙报纸《O Expresso》上发表文章说:“与我们所说的相反，我们军队遇到的最先进的游击战发生在果阿。我知道我在说什么，因为我也在安哥拉和几内亚打过仗。仅在1961年12月，就有大约80名警察死亡。游击队中的许多人并不是普通的果阿平民，许多人曾在蒙哥马利将军领导下的英国军队中与德国人作战。”

### 国际和解的努力
葡萄牙总理萨拉查对印度暗示要采取武装行动感到震惊，先是请求英国进行调停，然后通过巴西进行抗议，最后请求联合国安理会进行干预。同时，12月6日，墨西哥向印度政府提出在拉丁美洲施加影响，向葡萄牙施加压力，以缓解紧张局势。
与此同时，印度国防部长、印度驻联合国代表团团长克里希纳·梅农表示，印度没有在果阿邦“放弃使用武力”，并将果阿邦与安哥拉相提并论，谴责葡萄牙在这两个地区的殖民政策。当时，印度军队的一部分在刚果参加联合国的行动，并参与了战斗。
美国为防止武装冲突而采取的外交举措是必须平衡其与印度的关系以及与葡萄牙的北约联盟，并消除这样一种想法，即此类举措是在葡萄牙政府的压力下做出的，同时避免北约介入。美国政府没有建议果阿邦人民自决，也没有准备将这一政策应用到世界范围内的所有其他葡萄牙殖民地上，因为这将损害美葡关系。
美国驻印度大使约翰·肯尼斯·加尔布雷斯多次要求印度政府通过调停和协商一致和平解决问题，而不是通过武装冲突。尼赫鲁推迟了对果阿邦的入侵，并表示愿意进行谈判，条件是葡萄牙首先宣布打算撤出果阿邦。葡萄牙人拒绝了这一条件，认为这违反了谈判的精神。
美国总统约翰·F·肯尼迪在给尼赫鲁的一封信中说，如果印度对果阿使用武力，再加上它在刚果的军事存在，会让原本甘地式的国家显得好战。
12月8日，印度驻联合国安全理事会代表C. S. Jha表达了印度对国际压力的漠视，他说:“(对果阿的入侵)是一个消除印度殖民主义最后残余的问题。这是我们的信仰问题。不管别人怎么想，不管有没有宪章，不管有没有议会，这是我们的基本信念，要不惜一切代价。”
12月14日，联合国代理秘书长吴丹给尼赫鲁和萨拉查写了同样的信。他敦促他们“确保局势不会恶化到对和平与安全构成威胁的程度”，并开始谈判以解决问题。
最终，在12月10日，也就是入侵前九天，尼赫鲁宣布，“果阿继续存在在葡萄牙统治下是不可能的”。美国的回应是警告印度，如果印度在果阿邦的武装行动被提交联合国安理会，美国代表团就不会支持。

### 袭击萨巴尔马蒂号
1961年11月24日，在葡萄牙控制的安吉迪烏島岛和印度港口戈奇之间通过的萨巴尔马蒂号客船遭到葡萄牙地面部队的射击，造成该船总工程师受伤和一名乘客死亡。葡萄牙人担心这艘船载有一支意图突袭该岛的军事登陆队，因此采取了这一行动。葡萄牙对这一事件的调查显示，这艘船在7天前也遭到了射击，当时它意外地误入果阿水域。这些事件在印度引发了对军事行动的广泛支持。

### 吞并果阿
外交努力失败后，印度于1961年12月18日在炮兵、空军和海军部队的支持下武装入侵果阿、达曼和迪乌。这次武装行动代号为“维贾伊行动”，包括空中、海上和地面打击，持续时间超过36小时。印度取得了决定性的胜利，迫使葡萄牙投降。

## 后续
1974年康乃馨革命后，葡萄牙实现民主化。两国于1974年12月31日在新德里签署了一项条约，重新建立了外交关系。葡萄牙大使馆于1975年6月重新开放，印度大使馆于1975年7月重新开放。
直到1987年，葡萄牙社会民主党获得绝对多数的席位，葡萄牙政府仍然脆弱和不稳定。不过这给两国关系这带来了一个稳定的时代，虽然印度和葡萄牙之间的双边互动处于低谷。
1977年两国签署了一项关于贸易、经济、工业和技术合作的双边协定，根据该协定设立的一个联合委员会于1981年11月举行了第一次会议。

### 增加外交联系

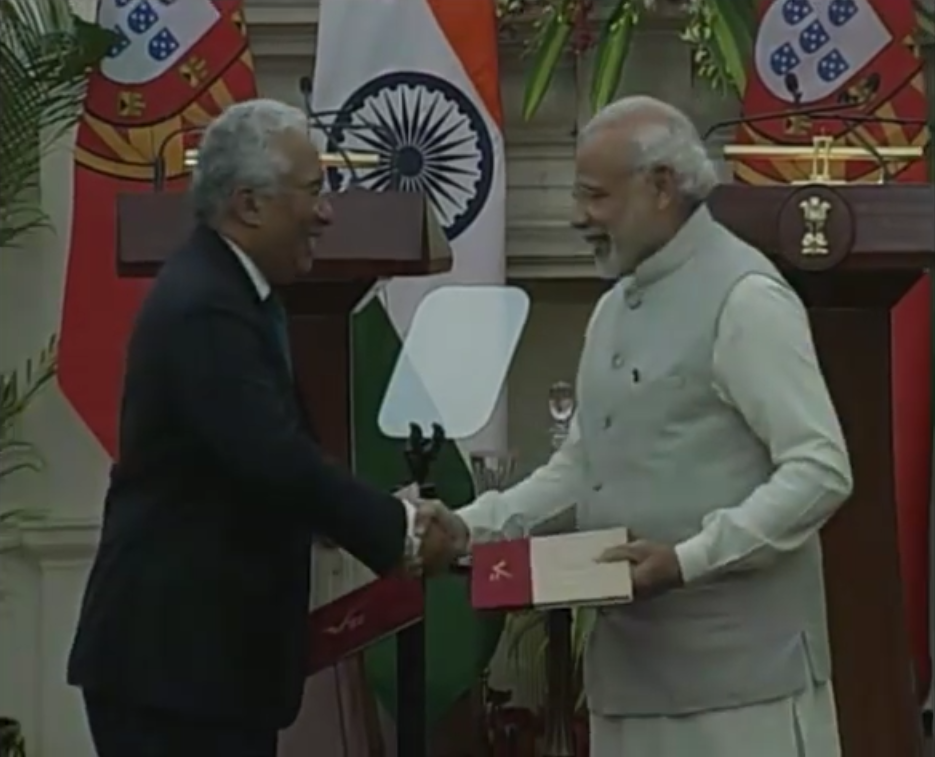
2017年1月，安东尼奥·科斯塔与纳伦德拉·莫迪握手

两国关系改善的迹象包括马里奥·苏亚雷斯的两次访问：一次作为总理出席1984年英迪拉·甘地的葬礼，另一次作为总统和首席嘉宾出席1992年在新德里举行的共和国日活动。在印度方面，除了2000年6月总理阿塔尔·比哈里·瓦杰帕伊参加第一次印葡峰会外，1990年拉马斯瓦米·文卡塔拉曼总统和1998年科切里尔·拉曼·纳拉亚南总统还对葡萄牙进行了国事访问。葡萄牙方面，阿尼巴尔·卡瓦科·席尔瓦总统在2007年1月对印度进行了国事访问，2007年12月总理若瑟·苏格拉底也进行了国事访问。2017年1月，安东尼奥·科斯塔总理再次访问。
1999年12月15日至22日，葡萄牙共和国国民议会议长安东尼奥·德·阿尔梅达·桑托斯博士率领9名葡萄牙部长访问印度，开始了议会交流。2003年1月21日至25日，葡萄牙议会议长若昂·博斯科·莫塔·阿馬拉爾博士率领4人代表团出席了印度议会的金禧庆典。印度于2003年5月25日至28日派出由下议院议长马诺哈尔·乔希率领的12人议会代表团访问葡萄牙，并于2007年11月6日至7日派出由议会事务、信息和广播部长普里亚·兰扬·达斯蒙什率领的16人议会亲善代表团访问葡萄牙。
葡萄牙总统马塞洛·雷贝洛·德索萨将于2020年或2021年对印度进行为期四天的访问。葡萄牙总统上一次访问印度是在2007年。

### 条约和协议
1997年，印度和葡萄牙将1977年的协议分成两部分，一部分提供经济和工业合作(2000年4月在里斯本签署)，另一部分提供科学和技术合作(1998年12月签署)。另一项有关避免双重课税的协议已于一九九八年九月签署。这两项协定自完成批准程序后生效。
1992年1月，印度工商联合会和葡萄牙对外贸易和投资研究所签署了一项合作协定。根据本协定设立的联合商业理事会于1993年、1995年和1997年举行会议。印度工业联合会和葡萄牙工业协会于1995年7月签署了一项合作协定。2000年6月，双方签署了《双边投资促进和保护协定》和设立信息技术联合工作组的协定。
双方于2007年1月签署了以下协议:
- 文化交流计划(2007-2010)
- 教育、语言、科学、科技及高等教育交流计划(2007-2010)
- 教育、科学、文化、体育、青年和大众传媒领域的总体协议(2007-2010年)
- 引渡条约

### 经贸关系
印葡双边贸易额从1991年的6900万美元增长到2005年的28952万美元。印度的出口占总额的70%以上。
印度的出口主要包括海产品、棉花和合成纺织品、皮革、鞋类、兽皮、人造纤维、咖啡、茶和香料。二十一世纪的出口产品多元化，包括地毯、珠宝首饰、丝绸及丝绸制品、烟草、电机及零件、钢铁产品、染色及鞣制产品及有机化学品等。汽车零部件、电脑软件、自行车、摩托车等两轮车，以及大米也已出口。葡萄牙对印度的出口主要是机械和重型设备(2006年为44%)，其余主要是软木和软木制品、纸浆和纸制品、有机化学品和塑料。

### 大西洋银行归还黄金饰品
1990年文卡塔拉曼总统访问后，双方就1961年大西洋银行从果阿掠夺的金饰的问题达成了协议。1991年7月，印度外交部长爱德华多·法里罗访问期间，果阿人民在葡萄牙统治下在大西洋银行存放的黄金装饰品被还给印度政府。